# Mucuna revoluta
Mucuna revoluta är en ärtväxtart som beskrevs av Wilmot-dear. Mucuna revoluta ingår i släktet Mucuna och familjen ärtväxter. IUCN kategoriserar arten globalt som livskraftig. Inga underarter finns listade i Catalogue of Life.